# Open Platform Communications
Pour les articles homonymes, voir OPC.

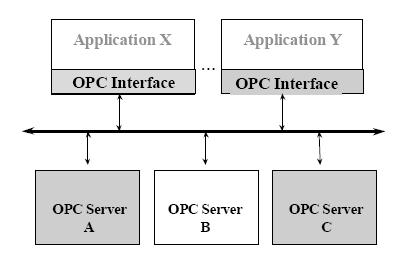
Schéma fonctionnement OPC.

Open Platform Communications (OPC), anciennement OLE for Process Control, est une technique apparue en 1995 et destinée à l'interopérabilité des systèmes industriels. Il ne s'agit pas d'un protocole de communication mais d'une technique basée sur les techniques OLE, COM, et DCOM développées par Microsoft pour sa famille de systèmes d'exploitation Windows. Depuis 2011, et en raison de son expansion au-delà du contrôle de processus, OPC a été renommé en Open Platform Communication.
OPC a été conçu pour relier les applications Windows et les matériels et logiciels du contrôle de processus. La norme définit une méthode cohérente pour accéder aux données de terrain de dispositifs d'usine. Cette méthode reste la même quels que soient le type et la source de données.
Les serveurs OPC fournissent une méthode permettant à différents logiciels d'accéder aux données de dispositifs de contrôle de processus, comme un automate. Traditionnellement, chaque fois qu'un programme nécessitait l'accès aux données d'un périphérique, une interface personnalisée, un pilote, devait être écrit. L'objectif de l'OPC est de définir une interface commune écrite une fois puis réutilisée par n'importe quel logiciel d'entreprise, SCADA, IHM, etc.
Une fois qu'un serveur OPC est écrit pour un périphérique particulier, il peut être réutilisé par n'importe quelle application agissant en tant que client OPC. Un serveur OPC utilise la technique Microsoft OLE (aussi connu sous le nom de Component Object Model ou COM) pour communiquer avec les clients.
Aujourd'hui, OPC est une marque déposée de la Fondation OPC. Les techniques développées par la Fondation OPC sont basées non seulement sur COM/DCOM mais aussi sur les travaux du W3C et d'OASIS. 
Les spécifications OPC peuvent être séparées en deux catégories :
1. les spécifications basées sur COM/DCOM
2. les spécifications basées sur les services Web

La première catégorie inclut :
- OPC Common (une spécification commune à tous les serveurs)
- OPC Data Access (l'accès aux données en temps réel)
- OPC Alarm and Event (la gestion des alarmes et événements)
- OPC Historical Data Access (la construction d'historiques)
- OPC Batch (les traitements par lots)

La deuxième catégorie regroupe une seule spécification décomposée en plusieurs parties OPC Unified Architecture.
L'OPC Unified Architecture (UA) a été définie et peut être mise en œuvre avec Java, Microsoft .NET, ou C, en éliminant la nécessité d'utiliser un ordinateur Microsoft Windows avec les versions antérieures d'OPC. UA combine la fonctionnalité des interfaces OPC existantes avec de nouvelles techniques comme XML et les services Web.